# L'Horloge des siècles
L'Horloge des siècles est un roman merveilleux-scientifique de l'écrivain français Albert Robida. Publié initialement en feuilleton entre 1901 et 1902 dans le quotidien La Vie illustrée, le roman paraît en volume en 1902 aux éditions Félix Juven.

## Intrigue
Un cataclysme inconnu frappe la Terre. Celle-ci met alors à tourner dans le sens inverse entraînant un écoulement à l'envers du temps. Les humains se mettent à rajeunir et les morts à faire leur retour. La société tout entière doit faire face à cette situation tout à fait extraordinaire.

## Une œuvre fantaisiste
Albert Robida, en mettant en scène le Temps qui avance à rebours, produit une œuvre fantaisiste sans réelle cohérence. Il cherche en effet simplement à dérouter le lecteur en multipliant les anachronismes et les paradoxes.
Thème rarement développé dans la science-fiction, celui du Temps qui s'écoule à l'envers est néanmoins repris quelques décennies plus tard par l'auteur américain Philip K. Dick dans son roman À rebrousse-temps (1967).

## Publications françaises
- La Vie illustrée, du 8 novembre 1901 au 11 avril 1902.
- Éditions Juven, coll. « Bibliothèque Fémina », 1902.
- Éditions Grama, coll. « Le Passé du Futur » no 4, 1994.
- Éditions PyréMonde, coll. « Uchronie », 2010.